# Massimo Beltrame

Massimo Beltrame

Massimo Beltrame (Milano, 22 marzo 1975) è uno scrittore italiano.

## Biografia
Nato a Milano nel 1975, dopo gli studi al Liceo classico Cesare Beccaria di Milano si laurea in filosofia all’Università degli Studi di Milano con una tesi su William Stanley Jevons. 
Esordisce come scrittore nel 2012 con Milano guarda in alto, storia dei grattaceli milanesi, cui fa seguito, nel 2017, una seconda edizione aggiornata; nel 2014 è la volta di Milano Expo 2015, analisi dell’Expo meneghina nel contesto storico delle Esposizioni Universali e nel 2016 Milano viaggio nel Liberty, percorso metropolitano tra le più significative architetture dello stile floreale. 
Al 2017 risale un lavoro inerente alla storia dell'alpinismo, Monte Rosa valsesiano con la prefazione di Silvio Mondinelli, seguito nel 2022 da Monte Rosa 250 anni di scalate nella voce dei protagonisti con le prefazioni di Patrick Gabarrou ed Enrico Camanni e con il patrocinio del Club Alpino Accademico Italiano.
Nel 2023 ha scritto Milano e le sue chiese analisi storico-artistica degli edifici religiosi della città con la prefazione del Presidente della Veneranda Fabbrica del Duomo di Milano, Fedele Confalonieri.

## Opere
- Milano guarda in alto, Milano, Meravigli Edizioni, 2012. ISBN 978-88-7955-283-7.
- Milano Expo 2015, Milano, Meravigli Edizioni, 2014. ISBN 978-88-7955-336-0.
- Milano viaggio nel Liberty, Milano, Meravigli Edizioni, 2016. ISBN 978-88-7955-371-1.
- Monte Rosa valsesiano, Milano, Zeisciu Centro Studi Edizioni, 2017. ISBN 978-88-87405-47-7.
- Monte Rosa 250 anni di scalate nella voce dei protagonisti, Milano, Zeisciu Centro Studi Edizioni, 2017. ISBN 978-88-87405-63-7.
- Milano e le sue chiese, Milano, Meravigli Edizioni, 2023. ISBN 978-88-7955-5135.